# Xian de Huaining
Le xian de Huaining (chinois : 怀宁县 ; pinyin : huáiníng xiàn) est un district administratif de la province de l'Anhui en Chine. Il est placé sous la juridiction de la ville-préfecture d'Anqing.

## Démographie
La population du district était de 779 410 habitants en 1999.

## Réseau routier
La route nationale 318 (ou G318), d'une longueur de 5 476 kilomètres, qui relie Shanghai à la frontière népalaise, traverse le xian.